# S:t Hans Café

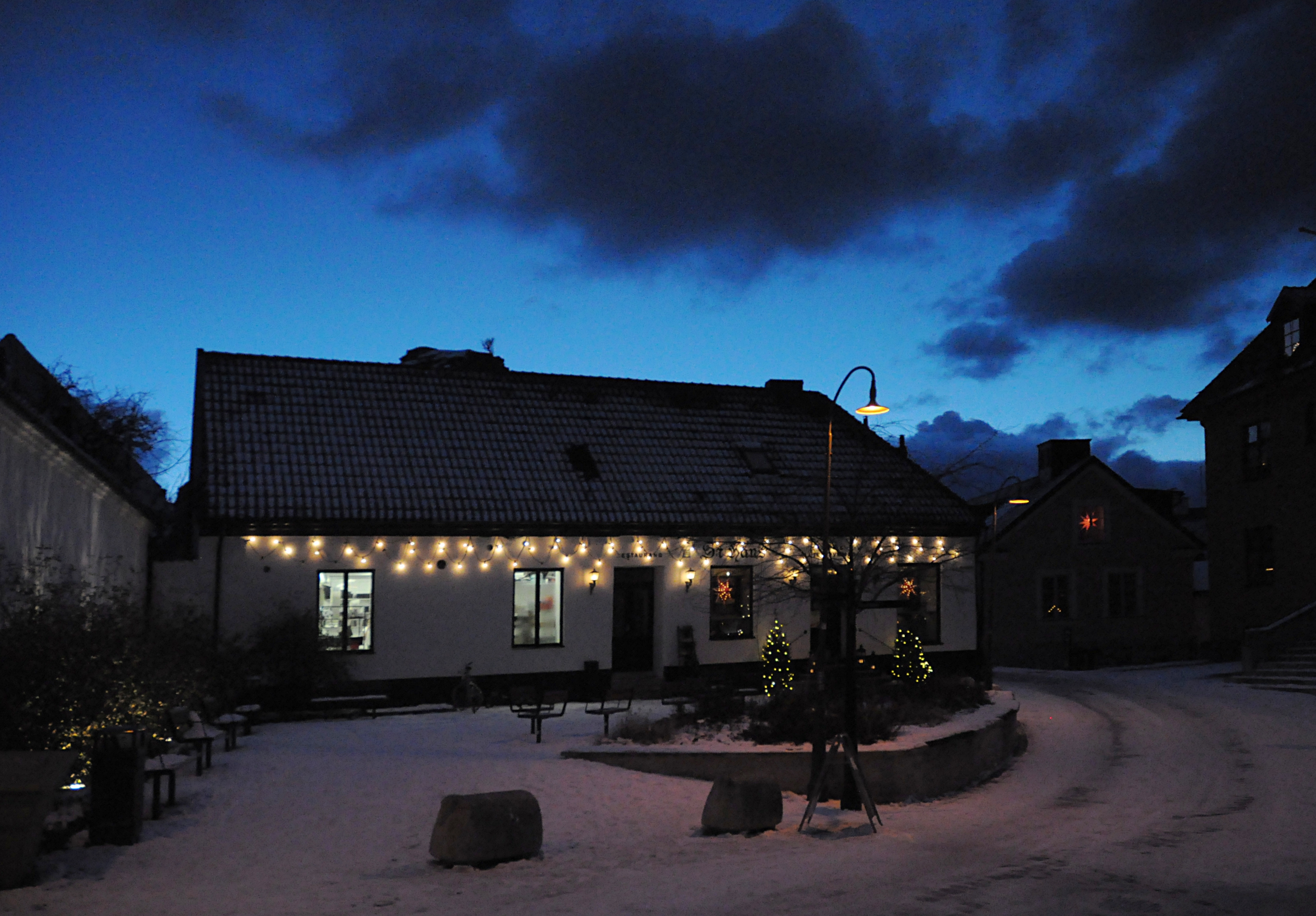
S:t Hans Café vintern 2014.

S:t Hans Café är ett kafé som ligger i kvarteret S:t Hans 2 i Visby. Kvarteret som varit bebyggt sedan medeltiden är uppbyggt kring ruinerna av S:t Hans kyrkoruin, byggd på 1200-talet. Byggnaden där kaféet är inrymt byggdes i mitten av 1700-talet och är beskrivet som stall vid seklets slut.
Under politikerveckan i Almedalen anordnas bokcafé av Timbro och seminarier..